# Falange y Tradición
Falange y Tradición (FyT) fue un grupo armado de corte falangista escindido de otras[¿cuál?] organizaciones ultraderechistas, que durante los años 2008 y 2009 llevó a cabo todo tipo de ataques que más tarde asumiría en un comunicado.[cita requerida] En total de más de veinticinco actos en el País Vasco y Navarra en los que se amenazaba a personas que vinculaban con el independentismo y el comunismo, y atacado monumentos en recuerdo a las víctimas del Franquismo, como el del monte San Cristóbal. 
En el comunicado fechado el 22 de septiembre de 2009, se autodenominó "Movimiento Patriota Español" y fijó como su objetivo establecer un régimen político cristiano y nacional en España. Declaraba enemigos de la patria, y por ello susceptibles de ser atacados al separatismo terrorista, al comunismo criminal y al liberalismo anticristiano.
Se presume aunque nunca se ha podido demostrar que España 2000 es su brazo político.

## Desarticulación
En octubre de 2009 se desarrolló la operación "Quimera" en la que en total, los detenidos fueron cinco. Asimismo, se llevaron a cabo un total de ocho registros, cinco de ellos en los domicilios ubicados en las poblaciones donde se practicaron las detenciones, uno más en Irún así como otras dos en propiedades relacionadas con los detenidos.
La investigación apunta, según expuso la Guardia Civil, a que se trata de "un grupo con cierto nivel de organización que estaba aumentando considerablemente su actividad tanto en el número de acciones como en la radicalidad de las mismas".